# Raema Lisa Rumbewas
Raema Lisa Rumbewas (Jayapura, 10 settembre 1980 – Jayapura, 14 gennaio 2024) è stata una sollevatrice indonesiana.

## Biografia
Fu la prima atleta del paese ad aver vinto delle medaglie in tre Olimpiadi. Gareggiò nei 48 kg femminili alle Olimpiadi estive del 2000 vincendo l'argento con 185,0 kg in totale. Vinse un'altra medaglia d'argento alle Olimpiadi del 2004 gareggiando nei 53 kg femminili e sollevando 210,0 kg in totale. Altri 210,0 kg furono sufficienti per vincere un'altra medaglia d'argento ai Campionati mondiali di sollevamento pesi del 2006 a Santo Domingo. Alle Olimpiadi estive del 2008 si è classificata al terzo posto nella categoria 53 kg, con un totale di 206 kg.
Rumbewas fu una borsista del programma di solidarietà olimpica a partire da febbraio 2003.

## Palmarès

### Olimpiadi
- 3 medaglie:
  - 2 argenti (Sydney 2000 nei −48 kg; Atene 2004 nei −53 kg)
  - 1 bronzo (Pechino 2008 nei −53 kg)

### Mondiali
- 1 medaglia:
  - 1 argento (Santo Domingo 2006 nei −53 kg)

### Giochi asiatici
- 1 medaglia:
  - 1 bronzo (Busan 2002 nei −48 kg)